# 赤松晃
赤松 晃（あかまつ あきら、- 2022年）は、日本の法学者。専門は租税法。

## 経歴
東京国税局調査部国際調査課、香港派遣調査官、国税庁調査課国際係長を経て、1991年に税理士登録。1996年、早稲田大学大学院法学研究科博士前期課程修了（法学修士）。2000年、一橋大学大学院法学研究科博士後期課程修了（法学博士）。2010年、駒澤大学法学部法律学科准教授。2014年、駒澤大学法学部法律学科教授。

## 業績
国際課税の分野で多くの論文を公表した。博士論文である『国際租税原則と日本の国際租税法―国際的事業活動と独立企業原則を中心に』 （税務研究会出版局2001年）で、第25回日税研究賞特別賞。主著である『国際課税の実務と理論ーグローバルエコノミーと租税法（第4版）』（税務研究会出版局2015年）は、国際課税に関する実務と理論を統合する体系書。国際租税協会日本支部理事をつとめ、英文の著作も多い。

## 外部サイト
- researchmap